# Butterberg und Hopfenbusch bei Bartolfelde
Der Butterberg und Hopfenbusch bei Bartolfelde ist ein Naturschutzgebiet in der niedersächsischen Stadt Bad Lauterberg im Harz im Landkreis Göttingen.

## Allgemeines
Das Naturschutzgebiet mit dem Kennzeichen NSG BR 102 ist rund 38 Hektar groß. Es ist nahezu deckungsgleich mit dem FFH-Gebiet „Butterberg/Hopfenbusch“ und zum größten Teil vom Landschaftsschutzgebiet „Harz“ umgeben. Das Gebiet steht seit dem 28. Oktober 2016 unter Naturschutz. Es ersetzt das zum 3. April 1991 ausgewiesene, rund 33 Hektar große Naturschutzgebiet „Butterberg/Hopfenbusch“. Zuständige untere Naturschutzbehörde ist der Landkreis Göttingen.

## Beschreibung
Das aus zwei Teilflächen bestehende Naturschutzgebiet liegt zwischen Bad Lauterberg im Harz und Bartolfelde, einem Ortsteil von Bad Lauterberg im Harz. Es stellt artenreiche Kalkmagerrasen unter Schutz, die auf in südliche Richtungen exponierten, teilweise steilen Hängen des Südharzer Zechsteingürtels liegen. Stellenweise treten Felsen des Harzer Dolomits zu Tage, darunter die Dohlenklippen. Teilbereiche des Naturschutzgebietes sind verbuscht. Eine Fläche im Bereich des Butterbergs ist bewaldet. Hier stockt überwiegend Nadelwald, der mittelfristig in naturnahe Laubwaldbestände umgebaut werden soll. Im Norden der Teilfläche „Hopfenbusch“ liegen mehrere kleine Steinbrüche.
Auf den Kalkmagerrasen siedeln teilweise bedeutende Vorkommen von Orchideen wie dem Dreizähnigen Knabenkraut. Weiterhin siedeln hier unter anderem Großes Weidenröschen, Gewöhnliches Katzenpfötchen, Sumpfherzblatt und Charakterarten des Enzian-Schillerrasens. Auf mageren Mähwiesen siedeln beispielsweise Skabiosen-Flockenblume und Flaumiger Wiesenhafer. Auf Kalkfelsen ist gut entwickelte Felsspaltenvegetation unter anderem mit Mauerraute und Ruprechtsfarn ausgebildet. Die Kalkmagerrasen sind Lebensraum unter anderem verschiedener Insekten. Sie werden teilweise extensiv beweidet und gemäht. Zum Offenhalten der Magerrasen werden außerdem Maßnahmen gegen die Verbuschung vorgenommen.
Das Naturschutzgebiet ist größtenteils von landwirtschaftlichen Nutzflächen umgeben. Im Westen grenzt es an eine bewaldete Fläche. Die Teilfläche „Butterberg“ grenzt im Norden streckenweise an die Bundesstraße 243, im Süden und Osten streckenweise an die Landesstraße 531 sowie im Süden auch an die Bahnstrecke Northeim–Nordhausen, die Teilfläche „Hopfenbusch“ grenzt im Westen an die Kreisstraße 32 und im Osten an die Bundesstraße 243. Das Gebiet kann teilweise auf Wegen begangen werden. Der Karstwanderweg führt in der Nähe des Naturschutzgebietes vorbei.